# Parafia św. Bartłomieja Apostoła w Smólniku
Parafia Świętego Bartłomieja Apostoła w Smólniku – parafia rzymskokatolicka z siedzibą w Smólniku, znajdująca się w diecezji włocławskiej, w dekanacie włocławskim II. 

## Proboszczowie
- ks. mgr Zbigniew Jałoszyński (od 2020)

## Kościoły
- kościół parafialny: Kościół św. Bartłomieja Apostoła w Smólniku
- kościół filialny: Kościół Narodzenia NMP w Dębie Polskim